# HD121352
HD121352 — хімічно пекулярна зоря спектрального класу
A4 й має видиму зоряну величину в смузі V приблизно 10,1.